# والتر کلاترباک
والتر کلاترباک (انگلیسی: Walter Clutterbuck; ۱۷ نوامبر ۱۸۹۴ – ۲ فوریهٔ ۱۹۸۷) فرد نظامی اهل بریتانیا بود. وی همچنین برندهٔ جوایزی همچون صلیب نظامی شده‌است.